# Pintu Angin
Pintu Angin is een bestuurslaag in het regentschap Karo van de provincie Noord-Sumatra, Indonesië. Pintu Angin telt 917 inwoners (volkstelling 2010).